# Автономный дыхательный аппарат

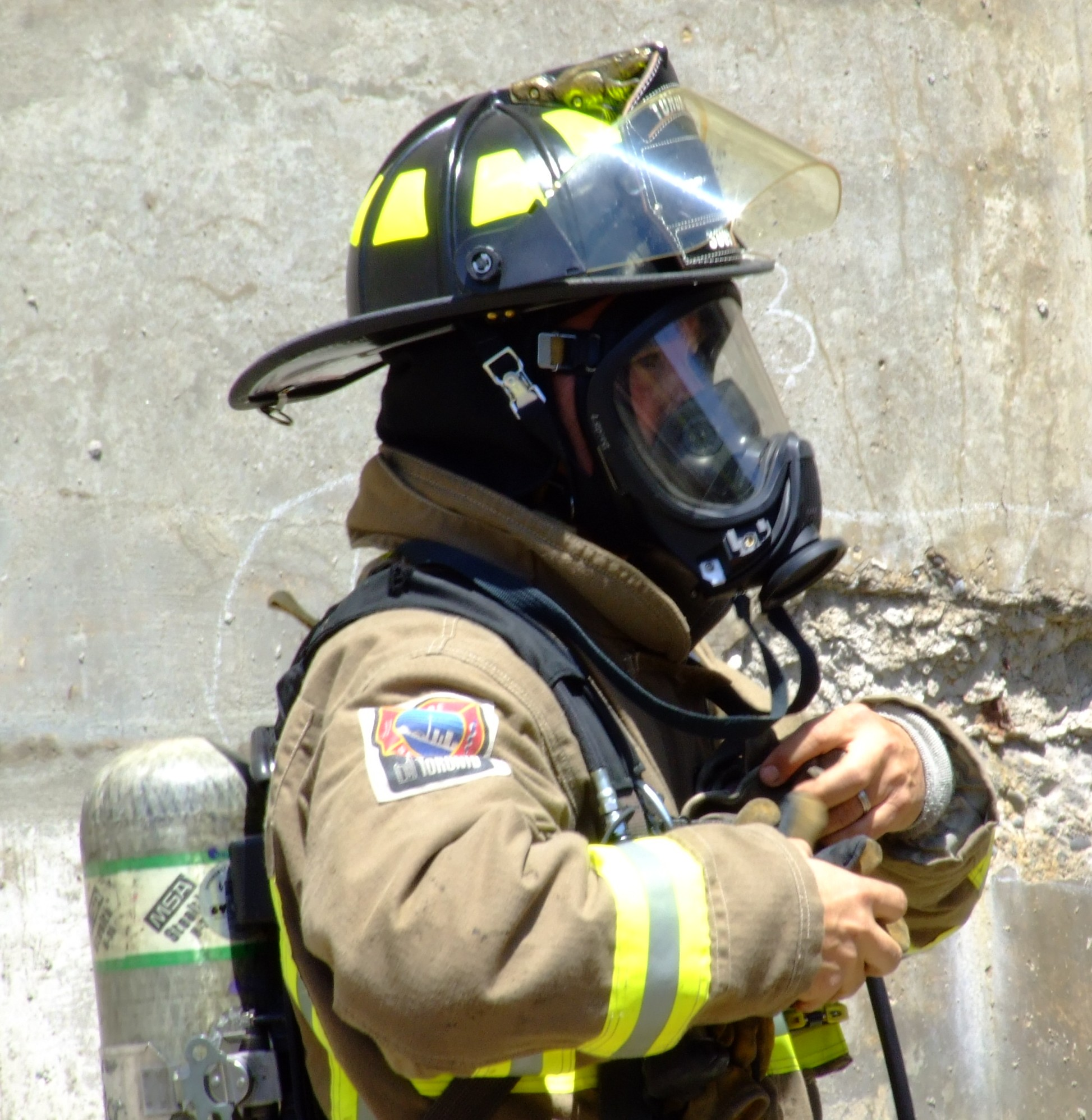
Пожарный, использующий дыхательный аппарат (Торонто)

Автономный дыхательный аппарат, или Дыхательный Аппарат, ДА — изолирующий респиратор, который часто используется при проведении спасательных работ, тушении пожаров и в других ситуациях, когда вдыхание окружающего воздуха может представлять мгновенную опасность для жизни и/или здоровья. Подобные устройства могут использоваться и под водой. Дыхательные аппараты являются Изолирующими респираторами (то есть они не используют окружающий воздух для дыхания после очистки) и они не зависят от внешнего источника чистого воздуха (как шланговые респираторы). См. Классификация респираторов Конструкция и принцип действия дыхательных аппаратов могут быть различными.
Обычно в автономных дыхательных аппаратах есть переносной источник пригодного для дыхания воздуха, регулирующее устройство и лицевая часть, предотвращающая попадание в органы дыхания окружающего воздуха.
Существуют дыхательные аппараты с замкнутым контуром и с открытым контуром.
Значительное  негативное влияние этих СИЗОД на работников требует ограничивать длительность и кратность их применения за смену, и требует эффективного профессионального отбора работников.

## Дыхательные аппараты с закрытым контуром
В дыхательном аппарате с закрытым контуром выдыхаемый воздух фильтруется, обогащается кислородом и снова используется для дыхания. Такие дыхательные аппараты используются тогда, когда требуется выполнение длительной непрерывной работы — во время горноспасательных работ, в длинных туннелях и тогда, когда нужно работать в ограниченном пространстве, где трудно использовать дыхательный аппарат с открытым контуром с большими громоздкими баллонами. До того, как были разработаны дыхательные аппараты с открытым контуром, в промышленности использовали такие устройства, как Siebe Gorman Proto, Siebe Gorman Savox, или Siebe Gorman Salvus.

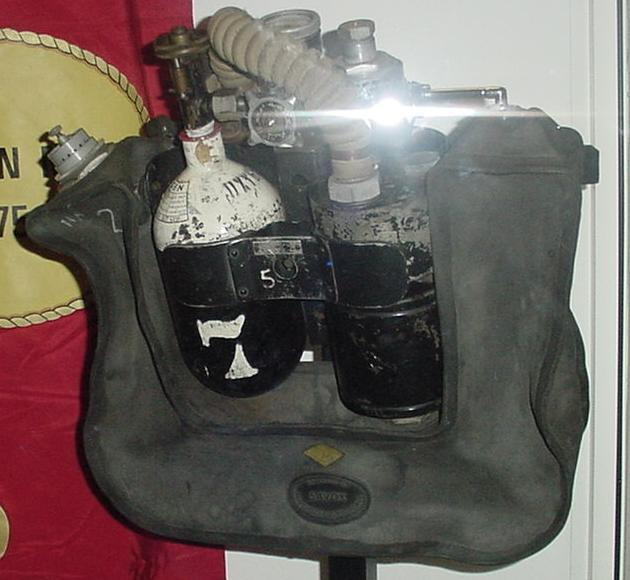
Старинный дыхательный аппарат (шахтёрский) Siebe Gorman

У дыхательного аппарата с закрытым контуром есть недостаток. При очистке воздуха от углекислого газа с помощью химического поглотителя выделяется тепло, и температура вдыхаемого воздуха повышенная. Это создает дополнительную физиологическую нагрузку на рабочего.
Известен случай, когда работа в течение 3,5 часов в изолирующем дыхательном аппарате повлекла последующую смерть горноспасателя (при возвращении с работы, из-за инфаркта междужелудочной перегородки сердца). Изучение СИЗОД не обнаружило никаких неисправностей, имелся неизрасходованный запас воздуха; признаков воздействия монооксида углерода и других вредных веществ не было. Оказалось, что спасатель скрыл на медкомиссии то, что у него гипертоническая болезнь и значительный коронарокардиосклероз. В сочетании с большой физиологической нагрузкой, создаваемой и самим дыхательным аппаратом, и выполняемой работой, это привело к его смерти.

## Дыхательные аппараты с открытым контуром
В промышленности дыхательные аппараты с открытым контуром чаще используют сжатый очищенный воздух, а не сжатый кислород. У такого типичного дыхательного аппарата есть 2 регулятора; Первый уменьшает давление до величины, позволяющей подавать его к лицевой части, а второй снижает его почти до атмосферного, перед подачей под маску. Для подачи воздуха под маску используют клапан, который обеспечивает или «подачу по потребности», или «подачу по потребности под давлением». В первом случае воздух подаётся тогда, когда при вдохе давление под маской становится ниже атмосферного, а во втором — когда избыточное давление под маской снижается ниже заданной величины (то есть даже при вдохе оно выше наружного). Постоянное избыточное давление предотвращает просачивание неотфильтрованного воздуха под маску через зазоры, и значительно повышает ожидаемую степень защиты респиратора. Но при неплотном прилегании к лицу маски дыхательного аппарата с подачей воздуха по потребности под давлением может произойти быстрое выдувание чистого воздуха, которое сильно сократит запас воздуха в баллонах и продолжительность работы. Это может произойти, например, при снимании и надевании маски.
Пожарный дыхательный аппарат с открытым контуром состоит из полнолицевой маски, регулятора подачи воздуха, баллонов со сжатым воздухом, манометра, регулируемых ремней для переноски и предупредительной сигнализации, предупреждающей о том, что осталось мало воздуха. Продолжительность использования зависит от запаса воздуха в баллонах и интенсивности его расходования, которая зависит от выполняемой работы.

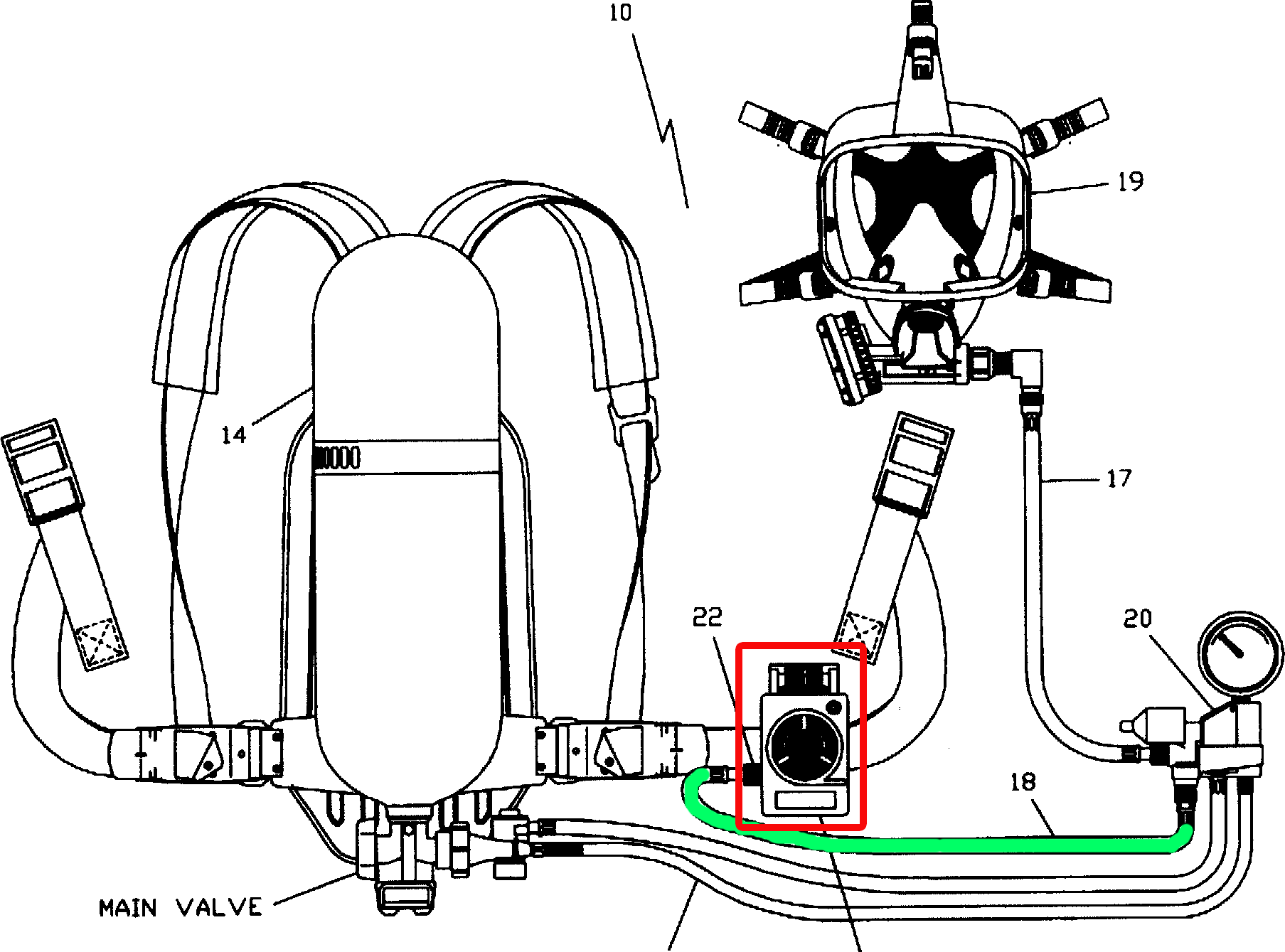
Схема дыхательного аппарата.

В дыхательном аппарате могут использоваться баллоны из стали, алюминия или из композиционных материалов (обычно — углепластика). Баллоны из композиционных материалов самые лёгкие, и поэтому более предпочтительные. Так как использование дыхательного аппарата создает сильную физиологическую нагрузку на пожарного/рабочего (значительно увеличивается частота сердечных сокращений, потребление кислорода и т.д.), желательно использовать более удобные СИЗОД.

## Применение
Дыхательные аппараты широко используются в промышленности, при тушении пожаров, и спасателями.
В пожарных дыхательных аппаратах основное внимание уделяется тепло- и огнестойкости, а не стоимости. Поэтому пожарные дыхательные аппараты обычно стоят дороже — в них используются специальные материалы. Кроме того, в новые пожарные дыхательные аппараты в развитых странах устанавливается специальные системы безопасности, которые подают сигнал бедствия, если пожарный не двигается какое-то время (15-30 секунд). Конструкция пожарного дыхательного аппарата не должна препятствовать выполнению спасательных работ (выносу пострадавшего и тому подобное).

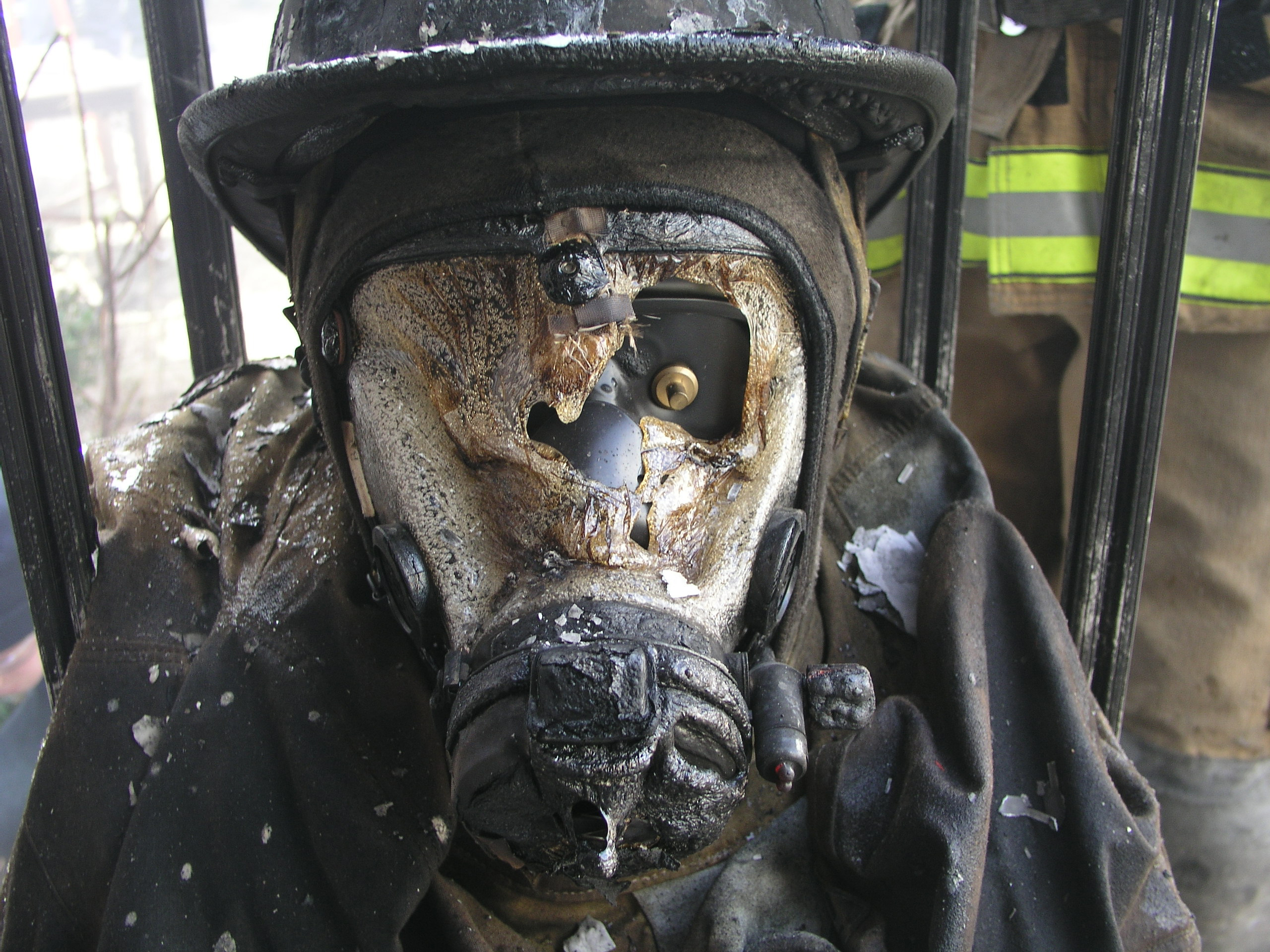
Полнолицевая маска после воздействия огня

Другой областью применения дыхательных аппаратов является промышленность. Исторически дыхательные аппараты широко использовали при добыче полезных ископаемых, и это оставило след — в Европе требуется, чтобы металлические детали дыхательных аппаратов были искро-безопасны. Дыхательные аппараты используются в нефтяной, химической и атомной промышленности. Конструкция промышленных дыхательных аппаратов разнообразна — как и предъявляемые к ним требования (от предельно дешёвых до максимально надёжных, в которых дыхательный аппарат является частью защитного костюма, который может подвергаться дезактивации). При использовании дыхательного аппарата в промышленности для подачи воздуха часто используют шланги, а запас воздуха в баллонах используют для эвакуации и при переходе от одного шланга к другому.
Из-за различий в условиях применения респираторов в промышленности и при тушении пожаров, при сертификации в США до пожарных дыхательных аппаратов предъявляют более строгие требования, чем в промышленности (два независимых датчика, предупреждают о снижении запаса сжатого воздуха, подача воздуха под полнолицевую маску так, чтобы под ней было избыточное давление при мгновенном потреблении воздуха свыше 230 литров в минуту и др.).
| Характеристика                                            | СИЗОД   | СИЗОД  | СИЗОД            | СИЗОД   | СИЗОД      | СИЗОД |
| --------------------------------------------------------- | ------- | ------ | ---------------- | ------- | ---------- | ----- |
| Характеристика                                            | ИВА-24М | АП-96М | АП-98 (АП-98-7К) | АП-2000 | АВХ-324 НТ | ДАСВ  |
| Масса, кг                                                 | 14,0    | 11,5   | 16 (17)          | 13,2    | 14,5       | 16    |
| Количество баллонов, шт                                   | 2       | 2      | 2 (1)            | 1       | 2          | 1-2   |
| Объём сжатого воздуха в баллоне, л                        | 4,0     | 4,0    | 4,7 (7,0)        | 9,0     | 4,0        | 7-14  |
| Рабочее давление в баллонах, МПа                          | 20      | 20     | 29,4             | 29,4    | 29         | -     |
| Время работы при нагрузке средней тяжести (30 л/мин), мин | 45      | 80     | 60 (80)          | 80      | 60         | 60    |

| Характеристика                                              | СИЗОД (в скобках указаны разные исполнения - если есть) | СИЗОД (в скобках указаны разные исполнения - если есть) | СИЗОД (в скобках указаны разные исполнения - если есть) | СИЗОД (в скобках указаны разные исполнения - если есть) | СИЗОД (в скобках указаны разные исполнения - если есть) | СИЗОД (в скобках указаны разные исполнения - если есть) | СИЗОД (в скобках указаны разные исполнения - если есть) | СИЗОД (в скобках указаны разные исполнения - если есть) | СИЗОД (в скобках указаны разные исполнения - если есть) | СИЗОД (в скобках указаны разные исполнения - если есть) |
| ----------------------------------------------------------- | ------------------------------------------------------- | ------------------------------------------------------- | ------------------------------------------------------- | ------------------------------------------------------- | ------------------------------------------------------- | ------------------------------------------------------- | ------------------------------------------------------- | ------------------------------------------------------- | ------------------------------------------------------- | ------------------------------------------------------- |
| Характеристика                                              | ИП-4М                                                   | КИП-8                                                   | АП-96М (1/2)                                            | АСВ-2 (407103п/407103пс)                                | ИВА-24М                                                 | ПТС Профи (Профи-168А/Профи-168М)                       | АП-98-7К (407120/407120а)                               | АП Омега (407114а/407114б)                              | АИР-300СВ (407111а/407111б)                             | PA 94PLUs BASIC (407124/407124б)                        |
| Масса, кг                                                   | до 4                                                    | 10                                                      | 15/14                                                   | 15,5/15                                                 | -                                                       | 15,4/12,3                                               | 16/13                                                   | 16/14,8                                                 | 16/13                                                   | 15,6/10                                                 |
| Количество баллонов, шт                                     | Неизвестно                                              | 1                                                       | 2/1                                                     | 2                                                       | 2                                                       | 1                                                       | 1                                                       | 1/2                                                     | 1                                                       | 2/1                                                     |
| Объём баллонов, л                                           | -                                                       | 1                                                       | 4/6                                                     | 4,5/4                                                   | 4                                                       | 6,8                                                     | 7                                                       | 7/4,7                                                   | 6,8                                                     | 4,5/6,8                                                 |
| Рабочее давление в баллонах (кислород - К, воздух - В), МПа | -                                                       | 20к                                                     | 19,6в                                                   | 20,6в/19,6в                                             | 20в                                                     | 29,4в                                                   | 29,4в                                                   | 29,4в                                                   | 29,4в                                                   | 29,4в                                                   |
| Время защитного действия, мин                               | 30-180                                                  | 90-100                                                  | 45/32                                                   | 60/53                                                   | 40                                                      | 60                                                      | 60                                                      | 60/80                                                   | 60                                                      | 60                                                      |
| Габаритные размеры, мм                                      | 340×165×290                                             | 450×345×160                                             | 660×300×175 / 660×300×190                               | 650×295×150                                             | 710×305×165                                             | 680×290×220                                             | 710×280×240                                             | 700×320×220                                             | 700×320×220                                             | 700×320×220 / 700×280×240                               |
| Тип маски                                                   | -                                                       | -                                                       | ПМ-88                                                   | ППМ-88 или ШМП                                          | ПМ-88                                                   | Panorama-nova                                           | «Пана сил»                                              | ПМ-200                                                  | МП-01                                                   | Panorama-nova                                           |
| Возможность подключения спасательного устройства            | -                                                       | -                                                       | Есть                                                    | Нет                                                     | Нет                                                     | Есть                                                    | Есть                                                    | Есть                                                    | Есть                                                    | Есть                                                    |

## Эффективность СИЗОД
Как и у всех остальных СИЗОД, защитные свойства автономных дыхательных аппаратов зависят от их конструкции и от правильного выбора и применения. На основании большого числа научных исследований эффективности, проведённых в промышленно-развитых странах во второй половине 20-го века как в лабораторных условиях, так и на рабочих местах прямо во время работы, были разработаны границы допустимого применения для СИЗОД разных конструкций (включая дыхательные аппараты).
Также проводилось изучение степени воздействия вредных веществ на работников, применявших СИЗОД. Например, по данным источника (цитируется по), при кратковременном использовании новых и исправных автономных дыхательных аппаратов пожарными, значительная часть из них подвергалась чрезмерному воздействию монооксида углерода:
| Содержание карбоксигемоглобина в крови у пожарных Денвера после тушения пожаров | Содержание карбоксигемоглобина в крови у пожарных Денвера после тушения пожаров                                                | Содержание карбоксигемоглобина в крови у пожарных Денвера после тушения пожаров                                                | Содержание карбоксигемоглобина в крови у пожарных Денвера после тушения пожаров                                                |
| Максимальное содержание карбоксигемоглобина в крови, % | Количество пожарников (из одной группы; в каждой группе было 24 человека), у которых был указанный уровень карбоксигемоглобина | Количество пожарников (из одной группы; в каждой группе было 24 человека), у которых был указанный уровень карбоксигемоглобина | Количество пожарников (из одной группы; в каждой группе было 24 человека), у которых был указанный уровень карбоксигемоглобина |
| --- | --- | --- | --- |
| Максимальное содержание карбоксигемоглобина в крови, % | СИЗОД | | |
| от 0 до 4 | Автономный дыхательный аппарат с подачей воздуха по потребности                                                                | Противогаз с фильтром для защиты от СО                                                                                         | Не использовался |
| от 0 до 4 | 17 | 12 | 0 |
| от 5 до 9 | 5 | 8 | 3 |
| от 10 до 14 | 2 | 3 | 7 |
| от 15 до 19 | 0 | 1 | 8 |
| от 20 до 39 | 0 | 0 | 6 |
| Длительность воздействия монооксида углерода: | 20-25 минут | 20-25 минут | 5-8 минут |
| Первоисточник: Gordon, G.S. and Rogers, R.L.: "Project Monoxide – A Medical Study of an Occupational Hazard of Fire Fighters". Report of Findings, 32 pp, Published by International Association of Fire Fighters, Washington, D.C. (1969) В общей сложности, люди участвовали в тушении 6 пожаров. Концентрация карбоксигемоглобина в крови в норме у не-курящих: от 1,5 до 3,1%. Таким образом, при использовании дыхательных аппаратов, которые не поддерживают избыточное давление в маске, даже при кратковременном тушении пожаров, у значительной доли пожарников имелись признаки отравления разной степени. | | | |

Результаты этого и других аналогичных исследований; а также учёт результатов испытаний на рабочих местах аналогов (СИЗОД точно такой же конструкции (лицевая часть), но с подачей в маску воздуха не из изолированного источника, а отфильтрованного - без избыточного давления в маске) заставили сделать вывод: отсутствие избыточного давления в маске во время вдоха не обеспечивает защиту работника от просачивания неотфильтрованного воздуха.
В результате, применение дыхательных аппаратов с подачей воздуха по потребности строго ограничили низкой степенью загрязнённости воздуха (США - до 50 ПДК, Великобритания - до 40 ПДК); а при наличии избыточного давления в маске во время вдоха (подача воздуха по потребности под давлением) - разрешили применение при значительно большей загрязнённости воздуха (до 10 000 и до 2000 ПДК соответственно). В Австралии, с 2003 г. сертификация изолирующих СИЗОД, не поддерживающих избыточное давление в полнолицевой маске, прекращена полностью (по данным из).
В дыхательных аппаратах с закрытым контуром выдыхаемый воздух очищается от углекислого газа, обогащается кислородом и вдыхается повторно, что (по сравнению с СИЗОД с
открытым контуром) увеличивает время защитного действия при равном весе. Поэтому такие СИЗОД нашли широкое применение там, где возможности дозаправить баллоны нет - при горноспасательных работах. Однако существенное отличие подходов к выбору СИЗОД в РФ и развитых странах проявилось и здесь. По данным в СССР и в РФ выпускали и продолжают выпускать и применять такие изолирующие автономные дыхательные аппараты с полнолицевыми масками (для горноспасателей, и для использования при авариях и ЧС), которые не поддерживают избыточное давление в лицевой части во время вдоха (например: Р-30, Р-34, Р-12М, ИП-4М, ИП-6, ПДА-3М). Более того, некоторые модели дыхательного аппарата с открытым контуром (АСВ-2) тоже изготавливаются с подачей воздуха "по потребности".
Поэтому можно ожидать, что среди большого числа людей, использовавших такие СИЗОД, часть была недостаточно хорошо защищена (в 2016 г. только горноспасатели проработали в СИЗОД 2649 человеко-часа). К сожалению, в РФ с 1930-х устойчиво сохраняется тенденция не регистрировать большую часть профессиональных заболеваний и несчастных случаев без смертельного исхода. На этом фоне, и при отсутствии адекватных требований законодательства к выбору и применению СИЗОД, а также с учётом эффекта здорового рабочего, игнорирование современного уровня науки остаётся незамеченным. Но при неблагоприятном сочетании обстоятельств использование дыхательных аппаратов с закрытым контуром при большой загрязнённости воздуха может привести и к острым отравлениям.

## См. также

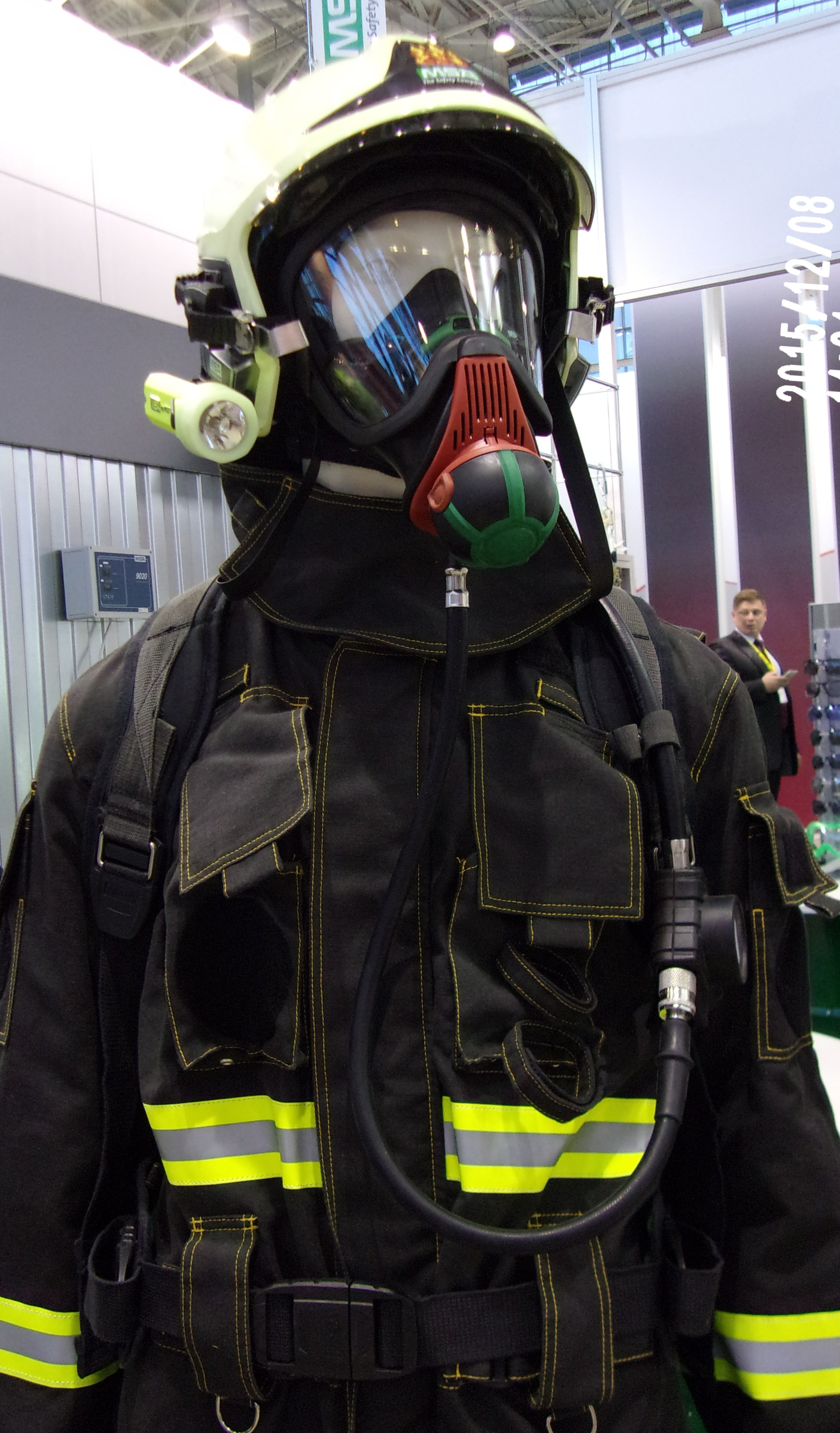
Автономный дыхательный аппарат. Изготовитель - MSA.
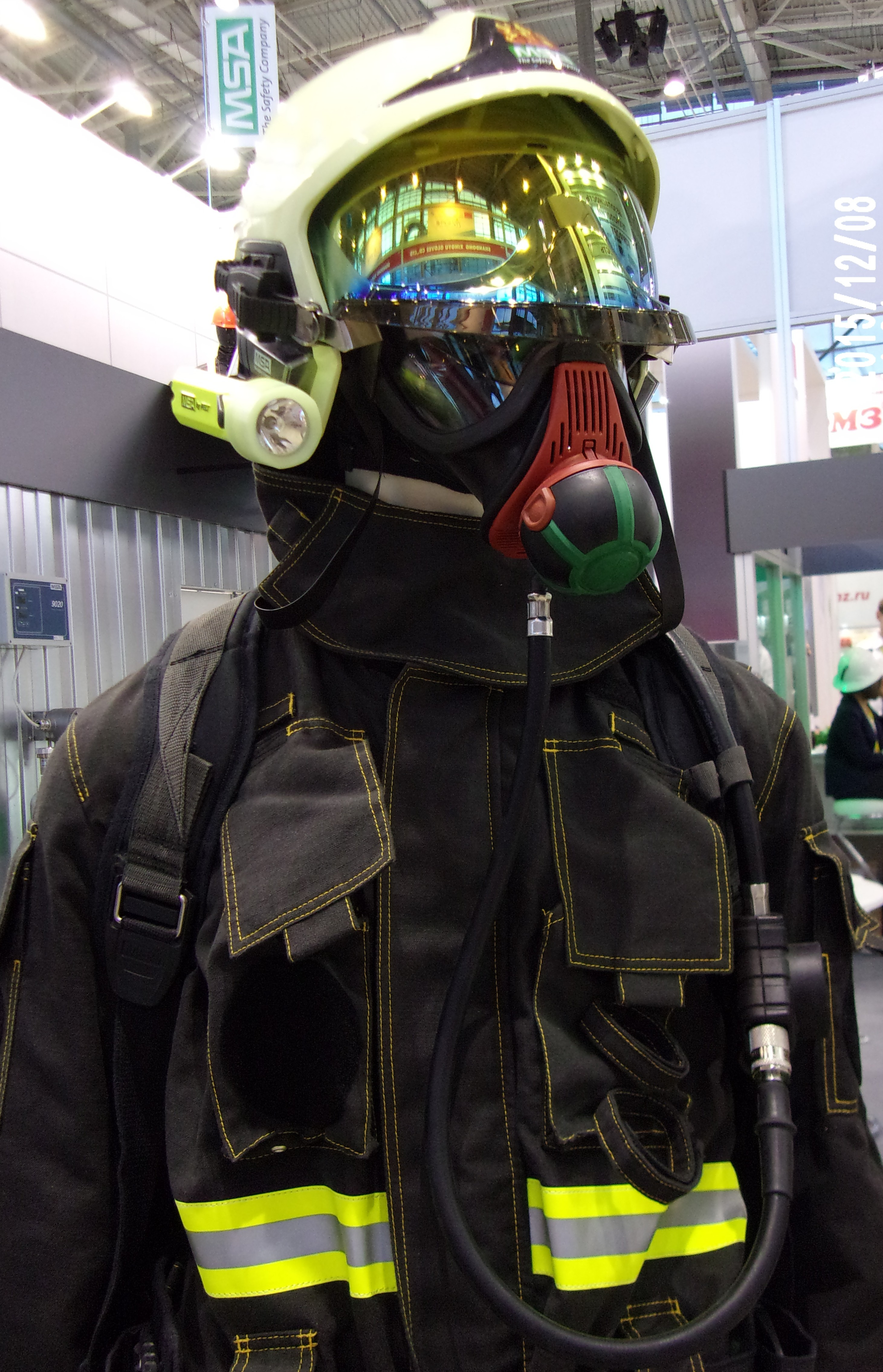
Автономный дыхательный аппарат. Изготовитель - MSA. Опущен светозащитный щиток на каске.
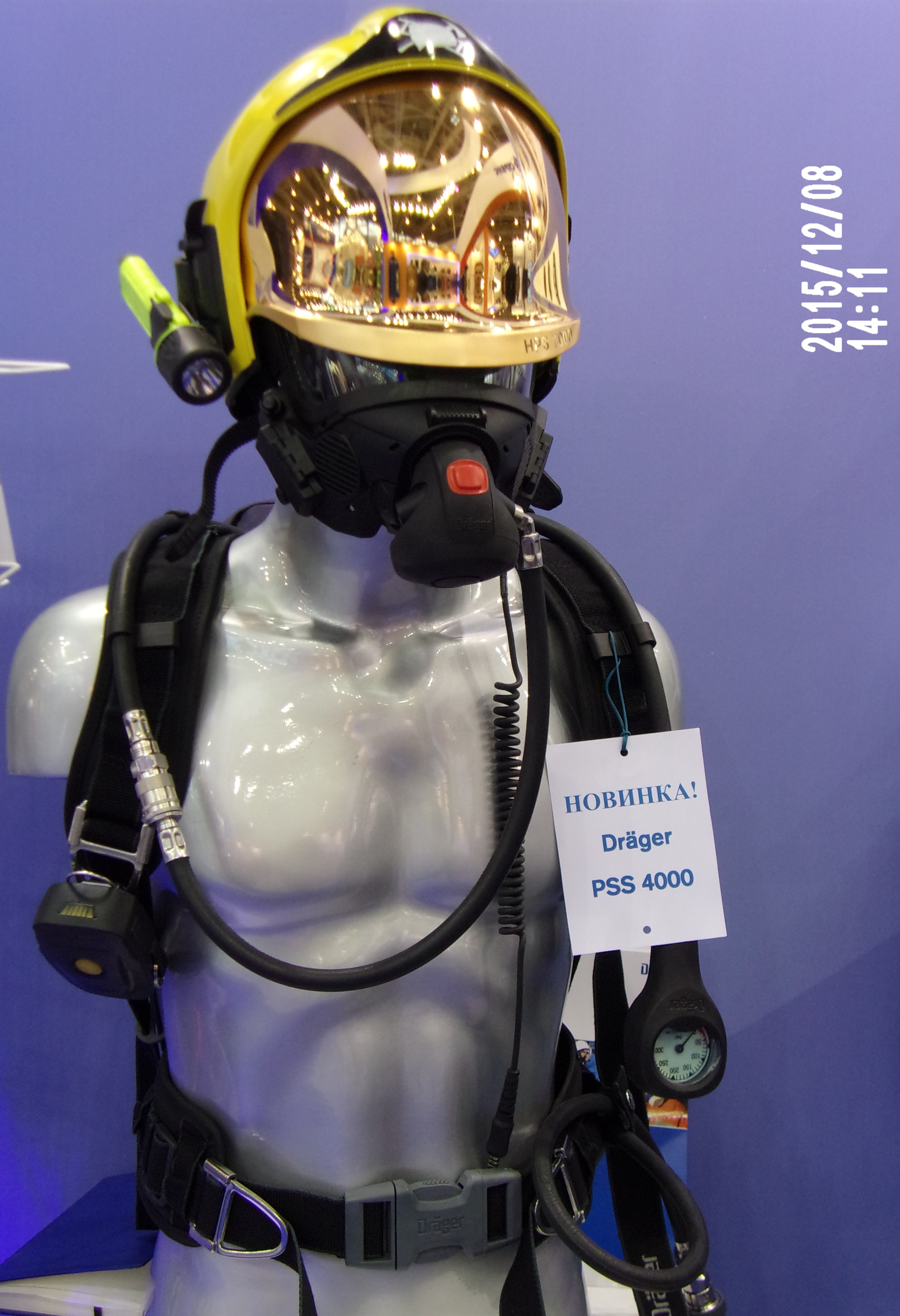
Автономный дыхательный аппарат. Изготовитель - Драгёр.
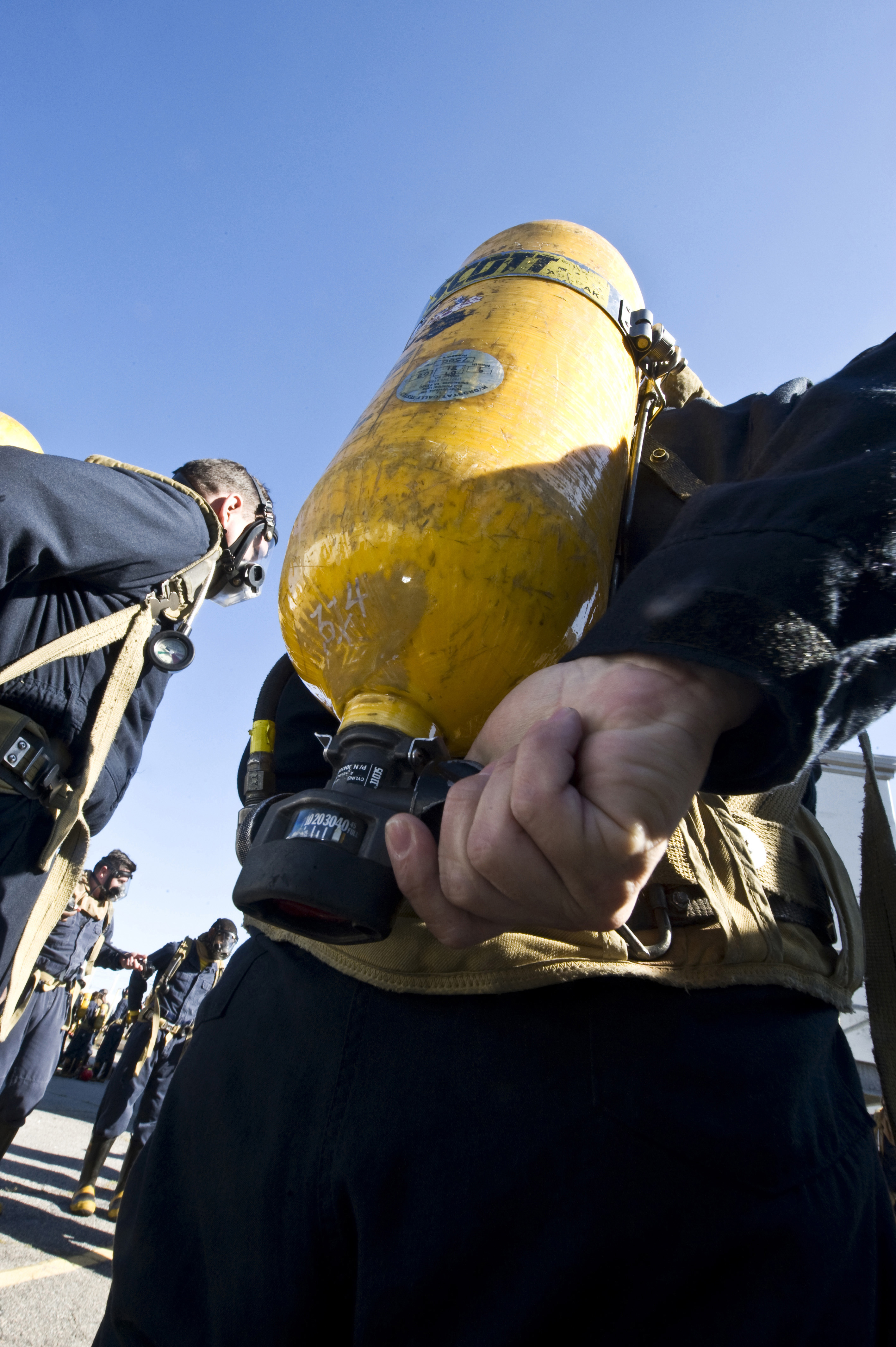
Включение подачи воздуха из баллона
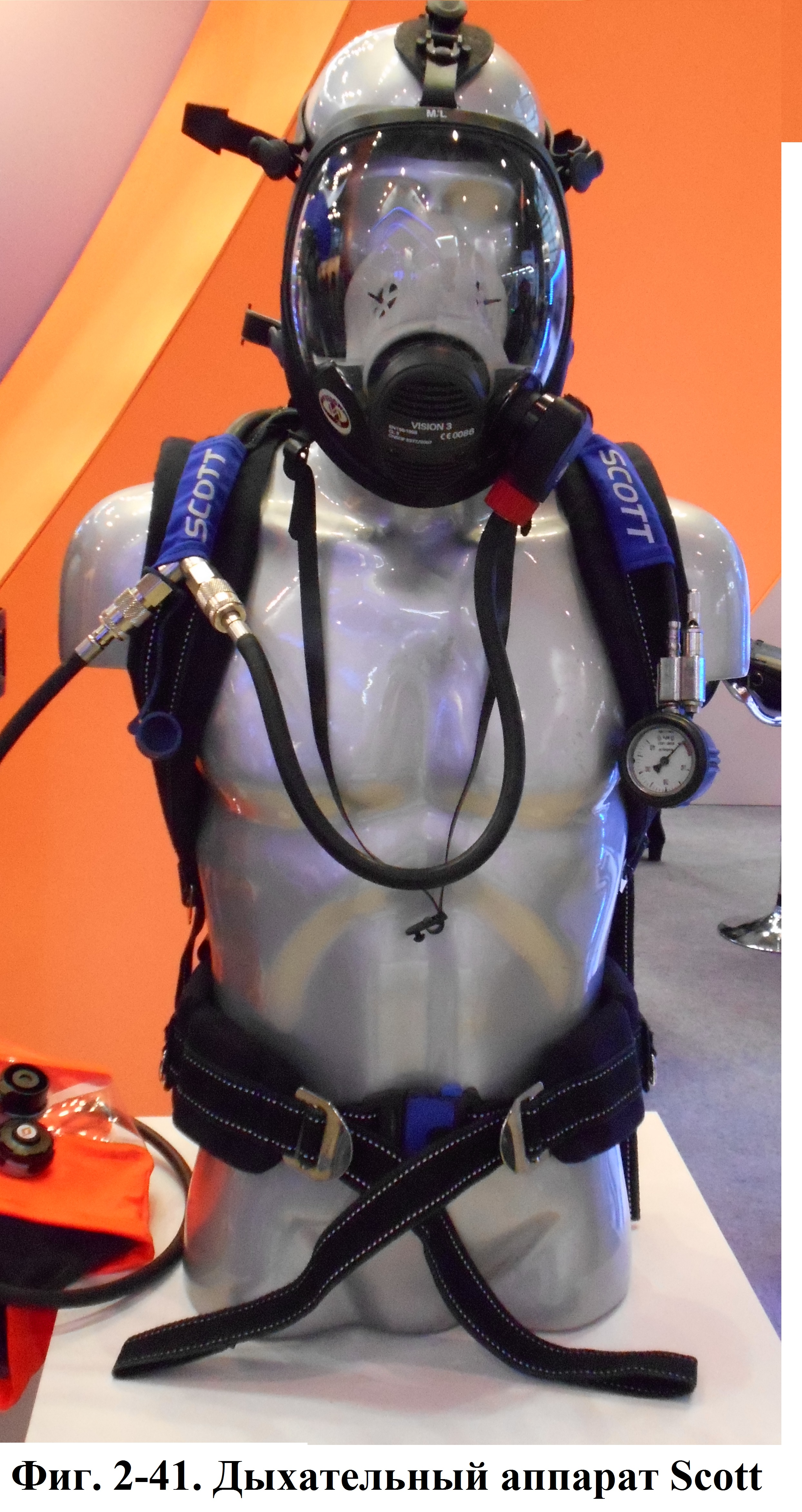
Автономный дыхательный аппарат. Изготовитель - Scott.
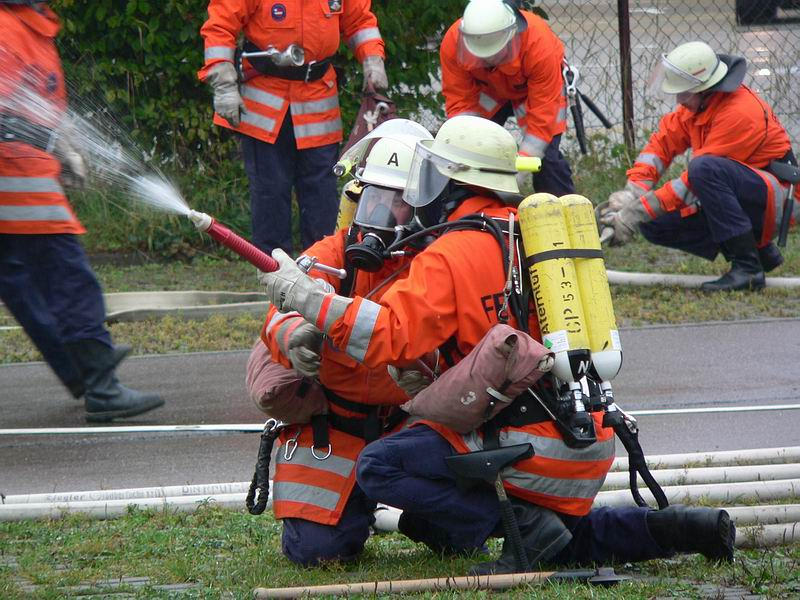
Пожарные с автономными ДА
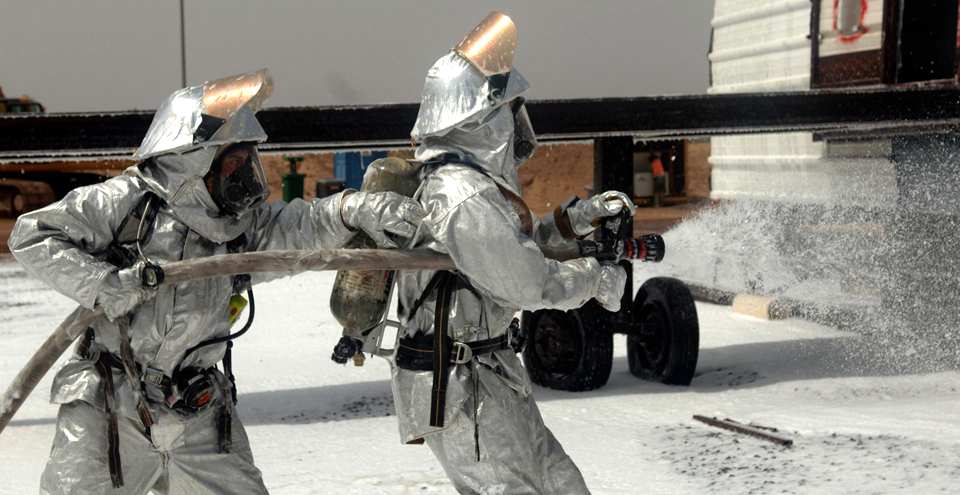
Тренировка пожарных с автономными ДА
Тренировка пожарных подразделений ВВС США с использованием автономных ДА